# 斯圖曼岩頭長頷魚
斯圖曼岩頭長頜魚，為輻鰭魚綱骨舌魚目象鼻魚科的其中一種，分布於非洲坦尚尼亞Ruvu、Wami河流域，體長可達7.9公分，棲息在底層水域，生活習性不明。